# Carlos Zíngaro
Carlos Zíngaro (Lisboa, 1948), é um violinista, compositor e músico experimental português. É considerado um dos pioneiros da interacção em tempo real e da introdução de novas tecnologias na composição em Portugal. É também conhecido como cenografo, artista plástico, pintor, ilustrador e autor de bandas desenhadas.

## Biografia
Carlos Alberto Corujo Magalhães Alves, mais conhecido como Carlos Zíngaro, nasceu em Lisboa, em 1948. 
Com 4 anos é inscrito na Fundação Musical dos Amigos das Crianças onde aprende a tocar violino. Prossegue os estudos em música clássica no Conservatório Nacional de Lisboa, passa ainda pela Escola Superior de Música Sacra onde estuda orgão com Antoine Sibertin-Blanc.  Aos 13 entra para a Orquestra Universitária de Música de Câmara e torna-se músico profissional. 
No final da década de 60, formou a banda Plexus que introduziu em Portugal o Free Jazz . O grupo gravou um único disco, em 1969, onde misturavam rock com improvisação e música contemporânea. Desta banda também fizeram parte  da qual também fizeram parte: Luís Pedro Fonseca, Jorge Valente e José Alberto Lopes e Celso de Carvalho que tal como ele fará parte da Banda do Casaco.  Este projecto é interrompido pela guerra colonial, altura em que é mandado para Angola. Ao regressar a Portugal em 1973, volta a reactivá-lo e desta vez a sonoridade do grupo é marcada pelo free jazz. No período que se sucede à revolução toca com Júlio Pereira, Sérgio Godinho, Zeca Afonso, entre outros. 
Em 1975, termina o curso de cenografia na Escola Superior de Teatro de Lisboa. A partir daqui desenvolve paralelamente à carreira musical a de cenógrafo, criando figurinos e cenários para várias peças teatrais, compondo também para muitas delas chegando a ser o director musical da companhia de teatro Os Cómicos. 
É convidado a participar no primeiro Encontro de teatro Instrumental pela Universidade Técnica de Wroclaw (Polónia) em 1978. Esta universidade é um dos locais onde irá estudar música electro-acústica, musicologia e música contemporânea. Ganha uma bolsa Fulbright e parte para Nova Iorque em 1979, lá dá continuidade aos estudos na Creative Music Foundation. 
Desde então, trabalhou com vários músicos improvisadores conhecidos, nomeadamente: Anthony Braxton, Barre Phillips,  Christian Marclay, Daunik Lazro, Dominique Regef, Evan Parker,  Fred Frith, Joëlle Léandre, Rüdiger Carl, Richard Teitelbaum,  Otomo Yoshihide, George Lewis, Christian Marclay e  Frederic Rzewski. 

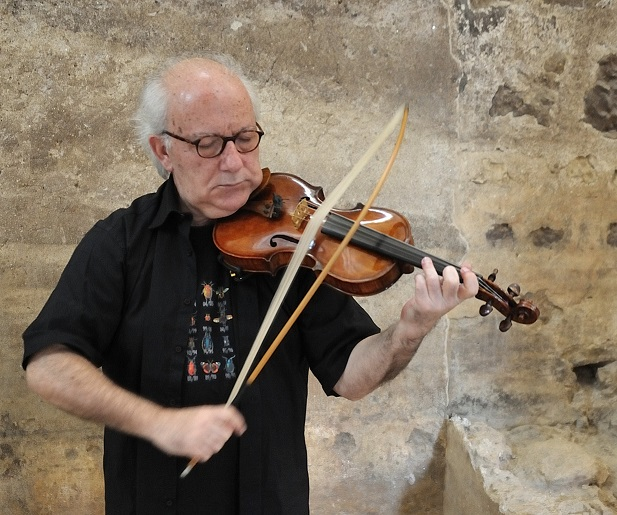
Carlos Zingaro, 2017

Colaborou também com coreografos, bailarinos e encenadores, entre os quais: Constança Capdeville, Giorgio Barberio Corsetti,  João Natividade, Margarida Bettencourt, Paula Massano,  Olga Roriz,  Ricardo Pais, Vasco Wellenkamp e Vera Mantero.
Compôs também para cinema, tendo colaborado com realizadores, como Alberto Seixas Santos,  António de Macedo, Daniel del Negro, Fernando Lopes, José Álvaro Morais, Rui Simões, entre outros. 
Conciliou a sua carreira musical com a de artista plástico.  Para além de pintor, ilustrador é também autor de bandas desenhadas onde é patente um estilo underground que oscila entre o barroco e o caricaturial.  Entre as suas bandas desenhadas encontra-se a capa e contracapa do disco Os beneficios dum vendido no reino dos bonifácios da Banda do Casaco. 
Colaborou com diversas publicações, entre elas: as fanzines Evaristo e O Ovo, a revista Visão, Pão com Manteiga, O Bisnau, A Mosca (do jornal Diário de Noticias), O Liberal, Gazeta de Artes e Letras e a Revista do Teatro Nacional de São Carlos. 

## Prémios
Foi galardoado com vários prémios como compositor. 
Em 1981, recebeu o Prémio da Critica Portuguesa, pela Melhor Música para Teatro. 
A revista francesa Monde de La Musique atribuiu-lhe duas vez o Prémio Chock de La Musique e viu magazines como a The Wire (Grã-Bretanha), colocarem alguns dos seus discos entre os melhores do ano. 

## Discografia seleccionada
Entre a sua discografia encontram-se: 
- 1969 - Paraíso amanhã, EP da banda Plexus [22][23]

- 1978 - La contra basse disco de Kent Carter, editora Le chant du monde [24]

- 1980- Doctor Faustus, disco de Andrea Centazzo com a Mitteleuropa Orchestra,  editora Ictus 128 [25]

- 1984 - The Willisau suites, disco do trio de cordas de Kent Carter, editora ITM Pacific [26]

- 1987 - Once, editora Incus [27]

- 1990 - Écritures, dueto com Joélle Lèandre, Editora Adda Basta [28]
- 1991 - Solo, editora Adda Basta [29]
- 1992 - Kits, Dueto com Jorge Lima Barreto, Editora Numérica [30][31]

- 1993 - Musiques de scène, Editora AnAnAnA [32][33]

- 1993 - Dos benefícios dum vendido no reino dos bonifácios, Banda do Casaco, editora Polygram [34]
- 1993 - The sea between, duo com Richard Teitelbaum, Victo [35][36]

- 1994 - Cyberband, com Richard Teitelbaum, editora Moers Music [37]

- 1994 - Golem, com Richard Teitelbaum [38]
- 1996 - Western Front, Vancouver 1996, duo com Peggy Lee, Editora Hatology [39]
- 1997 - Release from tension, Editora audEo [40]

- 1997 - Cenas de uma Tarde de Verão, Teatro Nacional D.Maria II [41][42]

- 1998 - Hauts plateaux, duo com Daunik Lazro, editora Potlatch [43]

- 1998 - 11 ways to proceed, com Richard Teitelbaum, Günter Müller, Hans Burgener, Editora For 4 Ears [44]

- 1999 - Joëlle Léandre Project, editora Leo Records [45][46]

- 2001 - The chicken check in complex, com Joelle Léandre e Sebi Tramontana [47]

- 2001 - Exploratory music from Portugal, compilação, editado pela Fundação Calouste Gulbenkian [48]

- 2002 - Cage of sand, solo com violino e electrónica, editora SIRR.ECORDS [49]

- 2002 - The space between, com Rodrigo Amado e Ken Filiano, editora Clean Feed [50]

- 2003 - Antologia de Música Electrónica Portuguesa, editora Plancton Music [51]

- 2005 - At the Le Mans Jazz Festival, com Joëlle Léandre, editora Leo Records [52]

- 2012 - Live at Mosteiro de Santa Clara a Velha, a solo, edutora Cipsela Records [53]

- 2015 - House full of colors, Staub Quartet, Editora JACC Records 33 [54]

- 2020 - Pentahedron, EP com Guilherme Rodrigues, Ernesto Rodrigues, Hernani Faustino e José Oliveira [55]